# Томас, Джереми
Дже́реми Джек То́мас (англ. Jeremy Jack Thomas , род. 26 июня 1949, Лондон, Англия) — британский продюсер, основатель кинокомпании Recorded Picture Company. Работал со многими звёздами мировой кинорежиссуры, такими как Нагиса Осима, Дэвид Кроненберг, Терри Гиллиам, Вим Вендерс и др.
Участвовал в создании нескольких картин итальянского режиссёра Бернардо Бертолуччи, в том числе исторической драмы «Последний император» (1987), завоевавшей премию «Оскар» в категории «Лучший фильм». В 2006 году получил награду Европейской киноакадемии за выдающийся вклад в мировой кинематограф.

## Избранная фильмография
- 1983 — Счастливого Рождества, мистер Лоуренс / Merry Christmas Mr. Lawrence
- 1987 — Последний император / The Last Emperor
- 1990 — Под покровом небес / The Sheltering Sky
- 1991 — Обед нагишом / Naked Lunch
- 1993 — Маленький Будда / Little Buddha
- 1996 — Ускользающая красота / Stealing Beauty
- 1998 — Все маленькие животные / All the Little Animals
- 2000 — Брат якудзы / Brother
- 2003 — Мечтатели / The Dreamers
- 2005 — Страна приливов / Tideland
- 2006 — Нация фастфуда / Fast Food Nation
- 2008 — Съёмки в Палермо / Palermo Shooting
- 2008 — Франклин / Franklyn
- 2010 — 13 убийц / 十三人の刺客
- 2011 — Пина / Pina
- 2011 — Харакири / 一命
- 2011 — Опасный метод /  Dangerous Method